# Slag bij Jutas
De Slag bij Jutas was een veldslag op 13 september 1808 bij Jutas (nabij Nykarleby) in Finland tijdens de Finse Oorlog tussen Zweden en Rusland.
Een Russische eenheid probeerde het terugtrekkende Zweedse leger de pas af te snijden. In reactie stuurden de Zweden een eenheid onder bevel van Georg Carl von Döbeln om de Russen te onderscheppen. De veldslag eindigde in een Zweedse overwinning, hoewel de Zweden een dag later werden verslagen in de Slag bij Oravais.
De veldslag was het onderwerp van een episch gedicht door de Fins-Zweedse dichter Johan Ludvig Runeberg.